# 那須田淳
那須田 淳（なすだ じゅん、1959年6月20日 - ）は、日本の作家・小説家。主にYA（ヤングアダルト）や児童文学の分野で活躍。
和光大学、清泉女子大学非常勤講師。日本ペンクラブ会員。日本YA作家クラブ会員。社団法人日本国際児童図書評議会 [JBBY]会員。 会員制同人誌『鬼ヶ島通信』編集長。

## 来歴・人物
静岡県浜松市出身。静岡県立浜松西高等学校、早稲田大学卒業後、まもなくYA（ヤングアダルト）近未来小説『三毛猫のしっぽに黄色いパジャマ』（ポプラ社）でデビュー。画文集『少年のころ』（小峰書店）など少年時代をテーマにした作品が多い。
1995年よりベルリンに在住。作家アクセル・ハッケと画家ミヒャエル・ゾーヴァの共著『ちいさなちいさな王様』（講談社）など翻訳も多数ある。ドイツを舞台にしたYA小説『ペーターという名のオオカミ』（小峰書店）で第51回産経児童出版文化賞、第20回坪田譲治文学賞を受賞。2006年には出身地浜松市より「浜松ゆかりの芸術家顕彰」を受賞した。2006年9月には、湘南を背景に描いたYA小説『一億百万光年先に住むウサギ』（理論社）を刊行。2011年12月に、ひょんなことで事故死した少年の物語『願かけネコの日』（学研）を刊行。2012年にはケストナーの名作『飛ぶ教室』（角川つばさ文庫）を木本栄と共訳。2013年には本人が手がけたミュージカル『この星に生まれて』のノベライゼーションとして『妖狐ピリカ・ムー』（理論社）と、ベルリンへ一人旅をするロック少年を描いたロード・ムービー『星空ロック』（あすなろ書房、その後2016年にポプラ文庫ピュアフルで文庫化）を刊行した。2015年4月から2016年3月まで、読売新聞夕刊でYA小説の紹介ページ「YAブッククリップ」を連載。2016年には『星空ロック』が本人の脚本で新感覚音楽劇として舞台化、17年には朗読劇としても上演された。
妻は、ヴォルフガング・ヘルンドルフ作『14歳、僕らの疾走 マイクとチック』（小峰書店、ファティ・アキン監督『50年後のボクたちは』の原作でオリジナルタイトルは『Tschick』）等で知られる翻訳家の木本栄。実兄は、音楽評論家の那須田務、実父は児童文学作家で、ひくまの出版を立ち上げた那須田稔。

## 主な著作リスト

### ヤングアダルト小説・児童文学
- 『三毛猫のしっぽに黄色いパジャマ』（村井香葉絵、ポプラ社） 1988年　ISBN 4-591-02829-1
- 『ボルピィ物語』（村上勉絵、ひくまの出版） 1989年　ISBN 4-89317-060-0
- 『グッバイバルチモア』（スズキコージ絵、理論社） 1990年　ISBN 4-652-01630-1
- 『スウェーデンの王様』（いせひでこ絵、講談社） 1992年　ISBN 4-06-205805-7
- 『ハローによろしく 若葉塾物語』（ポプラ社） 1993年　ISBN 4-591-04376-2
- 『おれふぁんと にっぽん左衛門少年記』（蓬田やすひろ絵、講談社） 1994年　ISBN 4-06-207251-3
- 『ペーターという名のオオカミ』（小峰書店） 2003年　ISBN 4-338-14411-4
- 『風をつかまえて』（吉田稔美絵、ひくまの出版） 2004年　ISBN 4-893-17328-6
- 『一億百万光年先に住むウサギ』（理論社） 2006年　ISBN 4-652-07787-4
- 『夢のつづき』（かるべめぐみ絵、ひくまの出版） 2007年　ISBN 4-893-17372-3
- 『星磨きウサギ』（吉田稔美絵、理論社） 2007年　ISBN 4-652-07918-4
- 『やまねこようちえん』（武田美穂絵、ポプラ社） 2008年　ISBN 4-591-10527-X
- 『魔法がいっぱい! ふしぎに出会った4人の子どもの物語』（石崎洋司, ナカムラコウ, 藤野恵美, 佐竹美保イラスト、集英社みらい文庫） 2011年　ISBN 978-4083210297
- 『願かけネコの日』（スカイエマイラスト、学研） 2011年　ISBN 978-4052034282
- 『平家物語 平清盛 親衛隊長は12歳!』（藤田香イラスト、アスキーメディアワークス、角川つばさ文庫） 2011年　ISBN 978-4046312037
- 『平家物語 平清盛(2) ふたりのお妃』（藤田香イラスト、アスキーメディアワークス、角川つばさ文庫） 2012年　ISBN 978-4046312426
- 『妖狐ピリカ・ムー この星に生まれて』（佐竹美保イラスト、理論社） 2013年　ISBN 978-4652200254
- 『星空ロック』（あすなろ書房） 2013年　ISBN 978-4751522288、のちポプラ文庫ピュアフル 2016年 ISBN　978-4591150825
- 『井伊直虎 戦国時代をかけぬけた美少女城主』（十々夜イラスト、フォア文庫） 2016年　ISBN 978-4265064922
- 『怪人二十面相と少年探偵団』（江戸川乱歩原著、仁茂田あいイラスト、KADOKAWA、100年後も読まれる名作 4） 2017年　ISBN 978-4048928656
- 『古事記』（よんイラスト、学研プラス、10歳までに読みたい日本名作） 2017年　ISBN 978-4052047220

他

#### 「ストーリーで楽しむ日本の古典」シリーズ
- 『古事記 そこに神さまがいた! 不思議なはじまりの物語』（十々夜イラスト、岩崎書店、ストーリーで楽しむ日本の古典 1） 2012年　ISBN 978-4265049813
- 『大鏡 真実をうつす夢の万華鏡、時を超えろ、明日へむかって!』（十々夜イラスト、岩崎書店、ストーリーで楽しむ日本の古典 6） 2014年　ISBN 978-4265049868
- 『徒然草 教えて兼好法師さま、生き方に迷ったときの読むお薬!』（十々夜イラスト、岩崎書店、ストーリーで楽しむ日本の古典 14） 2016年　ISBN 978-4265049943
- 『おくのほそ道 永遠の旅人・芭蕉の隠密ひみつ旅』（十々夜イラスト、岩崎書店、ストーリーで楽しむ日本の古典 17） 2016年　ISBN 978-4265050079

#### 「笑い猫の5分間怪談」シリーズ
- 『幽霊からの宿題』（責任編集・文、KADOKAWA/アスキー・メディアワークス、電撃単行本、笑い猫の5分間怪談 1） 2015年 ISBN　978-4048693684
- 『真夏の怪談列車』（責任編集・文 KADOKAWA/アスキー・メディアワークス、電撃単行本、笑い猫の5分間怪談 2） 2015年 ISBN　978-4048693691
- 『ホラーな先生特集』（責任編集・文 KADOKAWA/アスキー・メディアワークス、電撃単行本、笑い猫の5分間怪談 3） 2015年 ISBN　978-4048693707
- 『真冬の失恋怪談』（責任編集・文 KADOKAWA/アスキー・メディアワークス、電撃単行本、笑い猫の5分間怪談 4） 2015年 ISBN　978-4048693714
- 『恐怖の化け猫遊園地』（責任編集・文 KADOKAWA/アスキー・メディアワークス、電撃単行本、笑い猫の5分間怪談 5） 2016年 ISBN　978-4048693721
- 『死者たちの深夜TV』（責任編集・文 KADOKAWA/アスキー・メディアワークス、電撃単行本、笑い猫の5分間怪談 6） 2016年 ISBN　978-4048656290
- 『呪われた学級裁判』（責任編集・文 KADOKAWA/アスキー・メディアワークス、電撃単行本、笑い猫の5分間怪談 7） 2016年 ISBN　978-4048659963
- 『悪夢の化け猫寿司』（責任編集・文 KADOKAWA/アスキー・メディアワークス、電撃単行本、笑い猫の5分間怪談 8） 2016年 ISBN　978-4048921503
- 『時をかける怪談デート』（責任編集・文 KADOKAWA/アスキー・メディアワークス、電撃単行本、笑い猫の5分間怪談 9） 2016年 ISBN　978-4048921527
- 『恋する地獄めぐり』（責任編集・文 KADOKAWA/アスキー・メディアワークス、電撃単行本、笑い猫の5分間怪談 10） 2017年　ISBN　978-4048925730
- 『失恋小説家と猫ゾンビ』（責任編集・文 KADOKAWA/アスキー・メディアワークス、電撃単行本、笑い猫の5分間怪談 11） 2017年 ISBN　978-4048925822
- 『初恋なまはげパーティー』（責任編集・文 KADOKAWA/アスキー・メディアワークス、電撃単行本、笑い猫の5分間怪談 12） 2017年 ISBN　978-4048929295

### 小説
- 『緋色のマドンナ 陶芸家・神山清子物語』（ポプラ社） 2019年　ISBN　978-4591163610

他

### 絵本・画文集
- 『おれんちのいぬチョビコ』（渡辺洋二絵、小峰書店） 1994年　ISBN 4-338-10506-2
- 『魔笛』（ミヒャエル・ゾーヴァ画、講談社） 2002年　ISBN 4-06-211301-5
- 『少年のころ』（ミヒャエル・ゾーヴァ絵、小峰書店） 2005年　ISBN 4-338-20203-3
- 『すいようびくんのげんきだま』（エリック・バトゥー絵、講談社） 2006年　ISBN 4-06-132326-1
- 『うらしまたろう』（宇野亜喜良絵、小学館） 2009年　ISBN 4-09-726874-0
- 『したきりすずめ』（はたこうしろう絵、小学館） 2010年　ISBN 4-09-726891-0

他

## 翻訳
- 『ちいさなちいさな王様』（アクセル・ハッケ作、ミヒャエル・ゾーヴァ絵、木本栄共訳、講談社） 1996年　ISBN 4-06-208373-6
- 『キリンと暮らすクジラと眠る』（アクセル・ハッケ作、ミヒャエル・ゾーヴァ絵、木本栄共訳、講談社） 1998年　ISBN 4-06-209160-7
- 『エスターハージー王子の冒険』（イレーネ・ディーシェ, ハンス・マグヌス・エンツェンスベルガー作、ミヒャエル・ゾーヴァ絵、木本栄共訳、評論社） 1999年　ISBN 4-566-01285-9
- 『ケストナー ナチスに抵抗し続けた作家』（クラウス・コードン作、木本栄共訳、偕成社） 1999年　ISBN 4-03-814200-0
- 『パパと10にんのこども』（ベネディクト・ゲッティエール作・絵、ひくまの出版） 2001年　ISBN 4-89317-246-8
- 『哲学するゾウ フィレモンシワシワ』（ミヒャエル・エンデ作、ダニエラ・シュジンスキー絵、BL出版） 2006年　ISBN 4-7764-0188-6
- 『パパにつける薬』（アクセル・ハッケ作、ミヒャエル・ゾーヴァ絵、木本栄共訳、講談社） 2007年　ISBN 4-06-214297-X
- 『ヘンゼルとグレーテル』（北見葉胡絵、岩崎書店、絵本・グリム童話） 2009年　ISBN 4-26-504971-0
- 『シンデレラ』（北見葉胡絵、岩崎書店、絵本・グリム童話） 2009年　ISBN 4-26-504972-9
- 『ゆきしろとばらあか』（北見葉胡絵、岩崎書店、絵本・グリム童話） 2010年　ISBN 978-4-26-504973-8
- 『パパとニルス もっとおおきくなったらね』（マーカス・フィスター作・絵、講談社） 2010年　ISBN 4-06-283038-8
- 『パパとニルス おやすみなさいのそのまえに』（マーカス・フィスター作・絵、講談社） 2010年　ISBN 4-06-283037-X
- 『ラプンツェル』（北見葉胡絵、岩崎書店、絵本・グリム童話） 2011年　ISBN 978-4265049745
- 『あかずきん』（北見葉胡絵、岩崎書店、絵本・グリム童話） 2012年　ISBN 978-4265049752
- 『新訳 飛ぶ教室』（エーリヒ・ケストナー作、pattyイラスト、木本栄共訳、アスキーメディアワークス、角川つばさ文庫） 2012年　ISBN 978-4046311993
- 『もしも、ぼくがトラになったら』（ディーター・マイヤー作、フランツィスカ・ブルクハルト絵、光村教育図書） 2013年　ISBN 978-4895728409
- 『トム・ソーヤの冒険』（マーク・トウエイン作、朝日川日和絵、学研教育出版、10歳までに読みたい世界名作） 2014年　ISBN 978-4052040115
- 『アルプスの少女ハイジ』（ヨハンナ・シュピリ作、pon‐marsh絵、ポプラ社、ポプラ世界名作童話） 2015年　ISBN 978-4591147016
- 『フランダースの犬』（ウィーダ作、佐々木メエ絵、学研教育出版、10歳までに読みたい世界名作） 2015年　ISBN 978-4052043116
- 『こわい、こわい、こわい? しりたがりネズミのおはなし』（ラフィク・シャミ著、カトリーン・シェーラーイラスト、西村書店） 2016年　ISBN 978-4890139767
- 『ナルニア国物語 ライオンと魔女』（C・S・ルイス作、佐々木メエ, 藤城陽絵、学研教育出版、10歳までに読みたい世界名作） 2019年　ISBN 978-4052050077

他

### 関連本
- 『ミヒャエル・ゾーヴァの世界』（ミヒャエル・ゾーヴァ文・画、木本栄共訳、講談社） 2005年　ISBN 4-06-212904-3
- 『ミヒャエル・ゾーヴァの仕事』（ミヒャエル・ゾーヴァ文・画、木本栄共訳、講談社） 2009年　ISBN 4-06-215423-4